# Collège Petit-Russien (1722-1727)
Le Collège Petit-Russien (en russe : Малороссийская коллегия) est un département administratif de l'Empire russe chargé de l'Hetmanat créé par un oukase de Pierre le Grand le 27 mai 1722 et succédant à l'Office Petit-Russien (en russe : Приказ Малыя Россіи). Pour l'hetmanat, c'est-à-dire une grande partie de l'Ukraine actuelle, la création de ce collège signe la fin du pouvoir effectif des hetmans, qui deviennent des instruments de l'administration impériale russe.

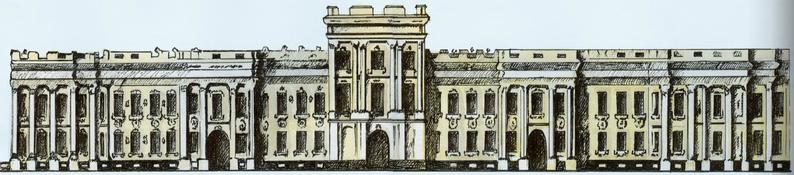
Bâtiment du Collège Petit-Russien à Hloukhiv.

## Création

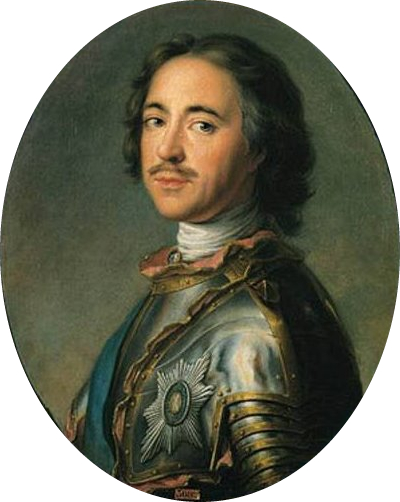
D'après J.-M. Nattier, Portrait de Pierre Ier (1717–1725, château de Versailles)

Ce collège s'inscrit dans le cadre des réformes de Pierre le Grand visant à abolir les institutions jugées archaïques ou les potentiels contre-pouvoirs à un Etat centralisé. C'est ainsi à la même époque, en 1721, qu'a lieu la réforme du Patriarcat russe créant abolissant la fonction de Patriarche et la remplaçant par un collège de fonctionnaires et de religieux, le Saint-Synode. 
Il est créé sous l'Hetmanat de Skoropadsky comme un organe supérieur de recours et de contrôle de l'administration. À la mort d'Ivan Skoropadsky le 14 juillet 1722, le Collège a pris en charge les prérogatives de l'hetman, ce qui est confirmé par l'oukaze impérial du 27 avril et du 3 juillet 1723. Sa création coïncide donc avec une mainmise de l'administration russe sur les affaires de l'hetmanat et à la fin du système d'élection de l'hetman.
Il se compose d'un président ("brigadir"), de six officiers, d'un procureur et de plusieurs recteurs (jusqu'en 1724 - 31, après - 62). Tous les membres du collège sont nommés par l'Empereur de Russie ou par le Sénat dirigeant parmi les militaires et les fonctionnaires.
À la différence de l'Office Petit-Russien, il est situé à Hloukhiv et non à Moscou. Dans les affaires civiles, le Collège est responsable devant le Sénat dirigeant, dans le domaine militaire devant le Commandant en chef des Forces Armées russes dans l'Hetmanat. 

## Une mainmise administrative sur les affaires de l'hetmanat
Après être devenu le corps exécutif de l'Hetmanat, le collège mène un certain nombre de réformes de la structure de l'Etat visant à subordonner toutes les parties de l'Hetmanat à l'administration russe, à mettre en œuvre la législation et les normes juridiques russes dans l'Hetmanat, et l'homogénéisation des normes. Le trésor passe pour la première fois du contrôle des hetmans à celui de l'empereur. Par ailleurs, le Collège réforme le système fiscal et parvient à augmenter les recettes annuelles (plus que doublées en deux ans, de 45 527 roubles en 1722 à 114 495 roubles en 1724). La majorité des recettes sont envoyées de l'Ukraine à Moscou et Saint-Pétersbourg. Les tentatives de l'hetman désigné, Pavlo Polubotok, et de plusieurs officiers cosaques de contrecarrer le processus conduit à leur arrestation et à leur incarcération dans la forteresse de Pierre et Paul (Saint-Pétersbourg).

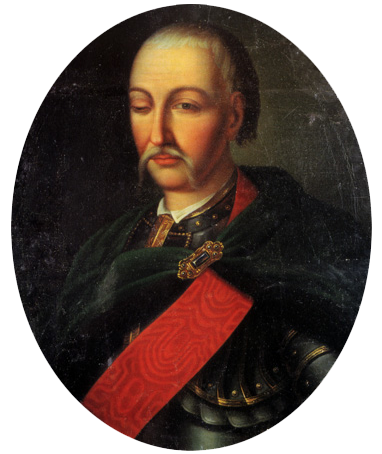
Danylo Apostol

Après l'ascension de Pierre II sur le trône russe, le fonctionnement du collège est réexaminé et suspendu pendant un certain temps, le 12 septembre 1727. Le collège n'est pas été purement supprimé, mais est plutôt incorporé dans l'administration de l'Hetman en tant que "représentants plénipotentiaires du Gouvernement de l'Hetman". La fonction d'hetman renaît et  Danylo Apostol est élu hetman peu après sa sortie de la Forteresse Pierre et Paul en 1725. Mais cela est de courte durée: à partir de 1733, des  "représentants plénipotentiaires" agissent de nouveau en tant que hetman et les élections d'hetmans sont suspendues jusqu'en 1750. En réalité, toute l'administration est alors déjà dans les mains du Commandant en chef des Forces Armées russes de Petite Russie.